# Chad Michael Murray
Chad Michael Murray   (Buffalo, 24 d'agost de 1981) és un actor estatunidenc.

## Biografia
Chad Michael Murray va néixer a Buffalo, Nova York, i va ser criat per un pare solter, Rex Murray, que treballava com a pilot d'avió. La seva mare va abandonar la família quan Murray tenia 10 anys. Té cinc germans, formats per una germana petita, tres germans menors i un germanastre menor del segon matrimoni del seu pare, i té dos germans, formats per una germanastra i un germanastre.
Murray va assistir a la Clarence High School a Clarence, Nova York. Es va convertir en aficionat a la literatura i jugava a futbol. Quan era adolescent, va treballar als Teatres Dipson al Eastern Hills Mall. Quan era adolescent, es va trencar el nas. Això va fer que durant la seva carrera es digues que s'havia operat el nas. Murray va aclarir en una entrevista de 2004: "Em van assaltar en un Burger King quan tenia 18 anys i em van posar el nas a l'altre costat de la cara. Eren tres nois […] Els metges no ho van fer res. Fins i tot no es varen molestar en radiografies, però no va ser una intervenció del nas, odio el fet que la gent digui que va ser una intervenció del nas!

## Filmografia
| Any       | Títol original                                   | Rol                     | Notes              |
| --------- | ------------------------------------------------ | ----------------------- | ------------------ |
| 2001      | Megiddo: The Omega Code 2                        | David Alexander         |                    |
| 2003      | Freaky Friday                                    | Jake                    |                    |
| 2004      | Una Ventafocs moderna (A Cinderella Story)       | Austin Ames             |                    |
| 2005      | La casa de cera (House of Wax)                   | Nick Jones              |                    |
| 2006      | Retorn a l'infern (Home of the Brave)            | Jordan Owens            |                    |
| 2013      | The Haunting in Connecticut 2: Ghosts of Georgia | Andy Wyrick             |                    |
| 2013      | Fruitvale Station                                | Ingram                  |                    |
| 2013      | Cavemen                                          | Jay                     |                    |
| 2013      | A Madea Christmas                                | Tanner McCoy            |                    |
| 2013-2014 | Chosen                                           | Jacob Orr               | Sèrie de televisió |
| 2014      | Left Behind                                      | Cameron "Buck" Williams |                    |
| 2015      | To Write Love on Her Arms                        | Jamie Tworkowski        |                    |
| 2016      | Outlaws and Angels                               | Henry                   |                    |
| 2017      | Camp Cold Brook                                  | Jack                    |                    |
| 2021      | En terres perilloses (Survive the Game)          | Eric                    |                    |